# 活動大道
活動大道（瑞典語：Evenemangsstråket）是瑞典哥德堡市中心一個約1.5公里長的區域，涵蓋斯堪尼街、庫石街和南路的各一部份。此區域內設有多個大型場館及重要景點及建築，包括舊烏利維球場、瑞典哥德堡展覽及會議中心、利瑟貝里、Universeum和世界文化博物館等。這些地方每年共吸引約650萬名遊客到訪。此區域沿途設有許多餐廳、酒店及Filmstaden的電影院。
自1990年代中期以來，哥德堡市政府及其旅遊推廣機構通過城市規劃明確制定策略，旨在將赫登與默恩達爾河之間的區域打造成活動大道，目標是集中打造體育與娛樂設施。

## 外部連結
- 哥德堡市政府旅遊推廣機構網站（Goteborg.com） （页面存档备份，存于）
- 哥德堡市政府網站 （页面存档备份，存于）